# Le Chefresne
Le Chefresne ist eine Ortschaft und eine ehemalige französische Gemeinde mit 258 Einwohnern (Stand: 1. Januar 2022) im Département Manche in der Region Normandie. Sie gehörte zum Arrondissement Saint-Lô und zum Kanton Percy.
Mit Wirkung vom 1. Januar 2016 wurde Le Chefresne mit der früheren Gemeinde Percy fusioniert und damit eine Commune nouvelle mit dem Namen Percy-en-Normandie geschaffen. Die ehemaligen Gemeinden haben in der neuen Gemeinde den Status einer Commune déléguée. Der Verwaltungssitz befindet sich im Ort Percy.

## Lage
Nachbarorte sind Percy im Westen, Montabot im Norden, Gouvets (Berührungspunkt) im Nordosten, Margueray im Südosten und La Colombe im Süden.

## Bevölkerungsentwicklung
| Jahr      | 1962 | 1968 | 1975 | 1982 | 1990 | 1999 | 2008 | 2015 |
| --------- | ---- | ---- | ---- | ---- | ---- | ---- | ---- | ---- |
| Einwohner | 491  | 452  | 320  | 292  | 264  | 279  | 302  | 307  |

## Sehenswürdigkeiten
- Kirchenruine, Monument historique seit 2006
- Kirche Saint-Pierre

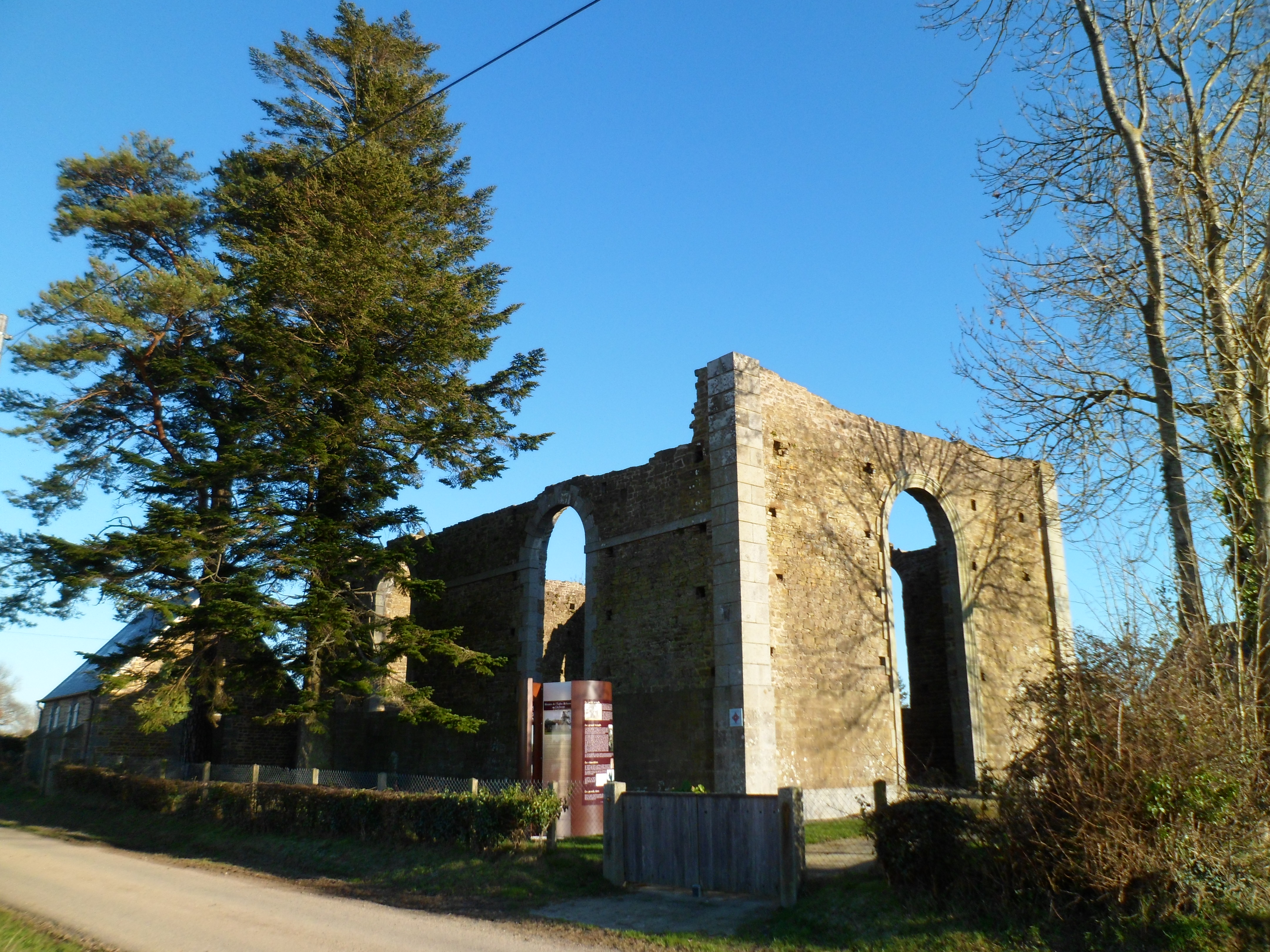
Teil der Kirchenruine
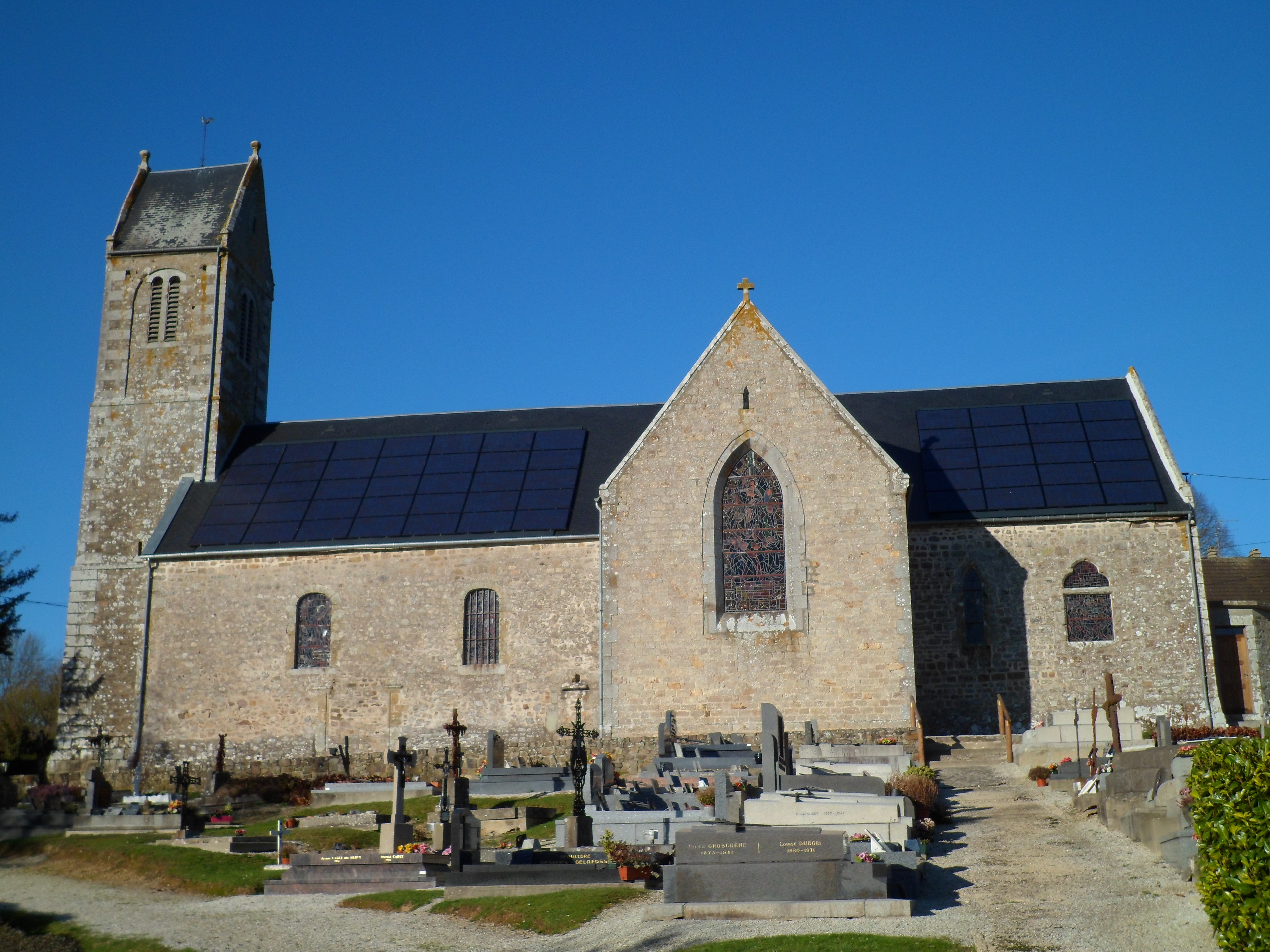
Kirche Saint-Pierre